# Daril Watson

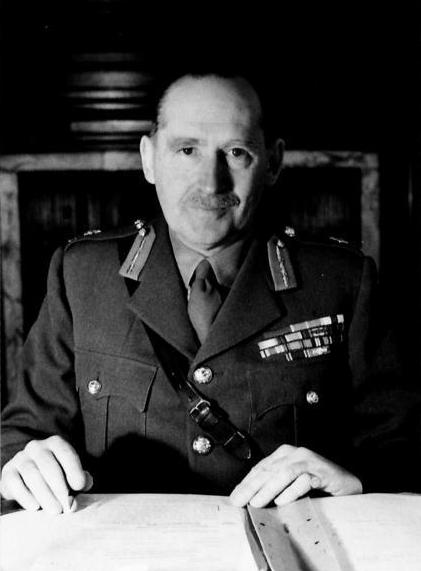
Generalleutnant Daril Watson (Juli 1946)

Sir Daril Gerard Watson, GCB, CBE, MC (* 17. Oktober 1888 in Edmonton, London; † 1. Juli 1967 in Hadlow Down, Uckfield, East Sussex) war ein britischer Offizier und zuletzt General der British Army, der unter anderem zwischen 1946 und 1947 Generalquartiermeister des Heeres (Quartermaster-General to the Forces) war.

## Leben

### Erster Weltkrieg und Zwischenkriegszeit
Daril Gerard Watson, Sohn von J. B. Watson, besuchte die 1542 gegründete Mercers’ School und trat zu Beginn des Ersten Weltkrieges im August 1914 als Freiwilliger in die British Army ein. Er diente zunächst als Offizier im 10. Bataillon des Linieninfanterie-Regiments The Royal Fusiliers (City of London Regiment) und wechselte kurz darauf als Second Lieutenant in das Leichte Infanterieregiment Highland Light Infantry. Für seine Verdienste wurde ihm 1917 das Military Cross (MC) verliehen. 
Nach Kriegsende fand er in der Zwischenkriegszeit zahlreiche Verwendung als Offizier und Stabsoffizier. Im Kriegsministerium war er zwischen dem 9. März 1930 und dem 1. Januar 1932 zunächst stellvertretender Assistierender Generalquartiermeister (Deputy Assistant Quartermaster-General, War Office) und erhielt in dieser Funktion am 1. Januar 1931 den Brevet-Rang eines Brevet Lieutenant-Colonel. Danach fand er vom 1. Januar 1932 bis zum 13. April 1934 Verwendung als Zweiter Generalstabsoffizier (General Staff Officer 2) im Kriegsministerium und war nach seiner Beförderung zum Lieutenant-Colonel am 13. April 1934 bis zum 16. Januar 1937 Kommandeur des in Britisch-Indien eingesetzten 1. Bataillons des Leichten Infanterieregiments Duke of Cornwall’s Light Infantry. Dort war er zwischen dem 15. Mai und dem 4. Oktober 1936 auch kommissarischer Kommandeur der Ramzak-Brigade und erhielt für diese Verwendung am 25. Mai 1936 den lokalen Rang eines Brigadier. Er war vom 3. Dezember 1936 bis zum 16. Januar 1937 zunächst kommissarischer Kommandant sowie im Anschluss zwischen dem 16. Januar 1937 und dem 30. September 1939 Kommandant der Senior Officers’ School, der Höheren Offiziersschule in Belgaum. In diesen Verwendungen erhielt er am 3. Dezember 1936 wieder den lokalen Rang Brigadier. Am 16. Januar 1937 wurde er mit Rückwirkung zum 1. Januar 1935 zum Colonel befördert und erhielt zugleich den temporären Dienstgrad eines Brigadier. Er war im Anschluss zwischen dem 30. Juni und dem 25. Oktober 1939 als Brigadier im Generalstab des Heereskommandos Ost (Brigadier General Staff, Eastern Command) eingesetzt.

### Zweiter Weltkrieg, Nachkriegszeit und Aufstieg zum General
Nach Beginn des Zweiten Weltkrieges war Watson vom 25. Oktober 1939 bis zum 17. September 1940 Brigadier im Generalstab des in Frankreich eingesetzten III. Korps (III Corps) und wurde für seine militärischen Verdienste 1940 zum Commander des Order of the British Empire (CBE) ernannt. Nachdem ihm der kommissarische Dienstgrad eines Major-General übernahm er am 18. September 1940 von Major-General Noel Irwin am 18. September 1940 den Posten als Kommandeur der 2. Infanteriedivision (General Officer Commanding, 2nd Infantry Division). Auf diesem Kommando verblieb er bis zum 11. Oktober 1941 und wurde daraufhin von Major-General John Grover abgelöst. In dieser Verwendung wurde er am 31. März 1941 in den vollen Rang eines Major-General befördert, wobei diese Beförderung rückwirkend zum 4. November 1940 erfolgte. Nachdem er sich vom 13. Oktober bis zum 18. Dezember 1941 für einen Sonderauftrag im Mittleren Osten befunden hatte, kehrte er am 19. Dezember 1941 ins Kriegsministerium zurück und war dort anfangs bis zum 15. Juni 1942 Direktor für Stabsdienste (Director of Staff Duties, War Office). Im Anschluss löste er am 16. Juni 1942 Major-General Gordon Macready als Assistierenden Chef des Imperialen Generalstabes (Assistant Chief of the Imperial General Staff) und bekleidete diese Funktion bis zu seiner Ablösung durch Major-General John Fullerton Evetts am 6. Dezember 1942. Er wurde 1942 ferner zum Companion des Order of the Bath (CB) ernannt und war im weiteren Kriegsverlauf zwischen dem 7. Dezember 1942 und dem 18. März 1944 im Kriegsministerium als stellvertretender Generaladjutant (Deputy Adjutant-General) mitverantwortlich für die Entwicklung der Personalpolitik und der Unterstützung der Armee.
Nachdem Watson am 19. März 1944 der kommissarische Dienstgrad eines Lieutenant-General verliehen wurde, wurde er als Nachfolger von Lieutenant-General Sir Edmond Schreiber Kommandierender General des Heereskommandos West (General Officer Commanding in Chief, Western Command). Er bekleidete diese Funktion bis Februar 1946 und wurde im Anschluss von Lieutenant-General Sir Brian Horrocks abgelöst. In dieser Funktion wurde ihm am 19. März 1945 der zeitlich temporäre Rang Lieutenant-General verliehen. Des Weiteren wurde er am 14. Juni 1945 als Knight Commander des Order of the Bath (KCB) geadelt, so dass er fortan das Prädikat „Sir“ führte. Ferner wurde er am 19. Juli 1945 in den vollen Rang eines Lieutenant-General befördert, wobei diese Beförderung rückwirkend zum 1. Juni 1944 erfolgte.
Zuletzt wurde Lieutenant-General Sir Daril Watson, der auch Commander des US-amerikanischen Legion of Merit war, im Kriegsministerium am 12. Februar 1946 Nachfolger von General Sir Thomas Riddell-Webster als Generalquartiermeister des Heeres (Quartermaster-General to the Forces). Dieses Amt bekleidete er bis Juni 1947 und wurde im Anschluss von Lieutenant-General Sir Sidney Kirkman abgelöst. Nach seiner Beförderung zum General wurde er am 19. August 1946 außerdem Generaladjutant (Aide-de-camp General) von König Georg VI. und bekleidete dieses Amt bis zu seinem Eintritt in den Ruhestand am 19. August 1947. Am 12. Juni 1947 wurde er zum Knight Grand Cross des Order of the Bath erhoben. Als Nachfolger von General Sir Walter Venning hatte er von 1947 bis zu seiner Ablösung durch Major-General Vyvyan Evelegh 1953 auch das Amt des Colonel der Duke of Cornwall’s Light Infantry inne.

## Hintergrundliteratur
- Nick Smart: Biographical Dictionary of British Generals of the Second World War. Pen & Sword, Barnesley 2005, ISBN 1-844-1-50496.